# Unterschwaningen
Unterschwaningen – miejscowość i gmina w Niemczech, w kraju związkowym Bawaria, w rejencji Środkowa Frankonia, w regionie Westmittelfranken, w powiecie Ansbach, wchodzi w skład wspólnoty administracyjnej Hesselberg. Leży około 24 km na południe od Ansbachu, przy linii kolejowej Norymberga - Nördlingen.

## Dzielnice
W skład gminy wchodzą następujące dzielnice: 
- Dennenlohe
- Kröttenbach
- Oberschwaningen